# スティーブ・マクマホン
スティーブ・ジョセフ・マクマホン（Steve Joseph McMahon, 1961年8月20日 - ）は、リヴァプール生まれの元イングランド代表サッカー選手。
地元リヴァプールのエヴァートンに少年時代から所属、プロデビュー後、リヴァプールからオファーを受けるも一度は拒否し、1983-84シーズンにアストン・ヴィラに移籍した。1985-86シーズンからリヴァプールFCに移籍、ケニー・ダルグリッシュ監督が最初に契約した選手である。リヴァプールでは正確で幅の広いパサーとして、バーンズ、ベアズリー、オルドリッジらにパスを供給、1989-90シーズンのFAカップ決勝ではジョン・オルドリッジのゴールをアシストして優勝に貢献した。
リヴァプールでは通算277試合50ゴールの成績を残した。また ファーストディヴィジョンの優勝に貢献した1987－88シーズン、1989-90シーズン、PFA年年間ベストイレブンに選出された。
イングランド代表としては、UEFA欧州選手権1988、1990 FIFAワールドカップに出場した。

## タイトル

### クラブ
リヴァプールFC
- ファーストディヴィジョン  :　1985-86, 1987-88, 1989-90
- FAカップ  : 1985-86, 1988-89
- FAチャリティ・シールド : 1986

### 個人タイトル
- PFA年間ベストイレブン　1987-88, 1989-90